# Château Rabaud-Promis
Le château Rabaud-Promis est un domaine viticole situé à Bommes en Gironde. En AOC Sauternes, il est classé premier grand cru dans la classification officielle des vins de Bordeaux de 1855.

## Histoire du domaine

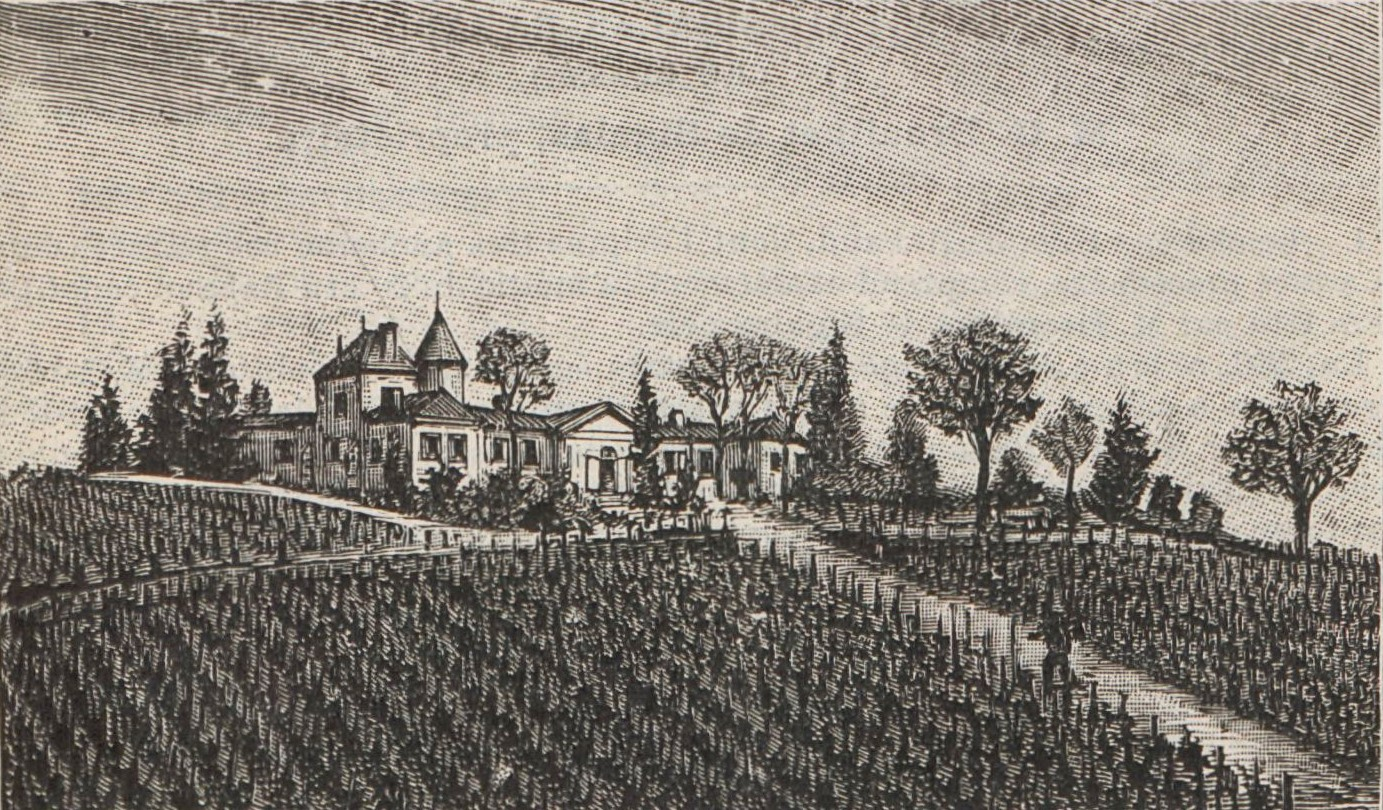
Illustration du château Rabaud-Promis en 1908.

Le château Rabaud-Promis est né d'une scission de l'ancien domaine de Rabaud remontant à 1660. Le château doit son nom à Adrien Promis qui en est propriétaire pendant plus de cinquante ans. Le château Rabaud-Promis, situé sur une colline, est une œuvre de l'architecte Victor Louis (1731-1800), connu comme architecte du Grand Théâtre de Bordeaux.
En 1999, Thomas Dejean prend la direction du domaine et démarre la production de vin sec, un projet auquel il met fin en 2011.
Le domaine, propriété de la famille Déjean depuis quatre générations, est racheté en partie par Jean Merlaut en décembre 2019. Ce négociant en vins bordelais possède également le château Dudon (Cadillac cotes-de-bordeaux) et le château Gruaud Larose (Saint-julien). À l'issue de la transaction, Thomas Déjean reste actionnaire, avec un droit de véto, et conserve la direction du domaine. 

## Terroir
Le terroir du château Rabaud-Promis est constitué de graves à forte teneur d'argile d'origine pyrénéenne. L'encépagement est constitué de trois cépages : le sémillon (80 %), le sauvignon (18 %) et la muscadelle (2 %).

## Vins
Les vendanges se font par tries successives pour ne ramasser que les baies pleinement atteintes de pourriture noble. La concentration induite par l'action du Botrytis cinerea permet une augmentation de la teneur en sucre de chaque baie de raisin et donc l'élaboration des vins d'or de sauternes.
Les fermentations se passent en cuves inox ou en barriques. L'élevage se fait en barrique de chêne pendant 18 à 24 mois. Les vins sont disponibles au public 30 mois après la récolte.
En 2020, le domaine lance le vin doux Les Larmes de Rabaud.